# Hans-Peter Schultze
Hans-Peter Schultze (* 13. August 1937 in Swinemünde) ist ein deutscher Wirbeltier-Paläontologe.

## Leben
Schultze studierte nach dem Abitur 1956 in Offenburg Geologie an der Albert-Ludwigs-Universität Freiburg und der Universität Tübingen, wo er 1962 sein Diplom als Geologe machte und 1965 als Schüler von Walter Robert Gross promoviert wurde. Als Post-Doktorand war er am Naturhistorischen Reichsmuseum in Stockholm und ab 1967 war er Dozent und ab 1971 außerordentlicher Professor in Paläontologie an der Universität Göttingen. 1970/71 war er vom Deutschen Akademischen Austauschdienst am American Museum of Natural History in New York und am Field Museum of Natural History in Chicago. Ab 1978 war er zunächst Assistant Professor und ab 1987 Professor am Museum of Natural History der University of Kansas. Von 1994 bis zu seinem Ruhestand 2004 war Schultze Professor für Paläozoologie und Direktor des Museums für Naturkunde (Humboldt-Universität zu Berlin).

## Forschungsschwerpunkte
Er befasst sich vor allem mit Morphologie und Evolution fossiler Fische und früher Landwirbeltiere. Er hat umfangreiche Arbeiten zur Großgruppen-Systematik v. a. von Knochenfischen verfasst.

## Ehrungen und Auszeichnungen
- 2006 wurde er Ehrenmitglied der Paläontologischen Gesellschaft
- 2014 erhielt er die Romer-Simpson-Medaille der Society of Vertebrate Paleontology
- Unter anderem nach ihm benannt wurde die Art Janusiscus schultzei

## Schriften
- Schultze: Das Schädeldach eines ceratodontiden Lungenfisches aus der Trias Süddeutschlands (Dipnoi, Pisces). Stuttgarter Beiträge zur Naturkunde, B 70, 31 S., 17 Abb., Stuttgart 1981
- Schultze, Arriatia, Wilson (Herausgeber) Mesozoic Fishes, Band 2, 1999, Band 4, 2008, München, F. Pfeil
- Schultze, Linda Trueb (Herausgeber) Origins of the higher groups of tetrapods: controversy and consensus, Comstock Publishing 1991
- Schultze, Clouthier (Herausgeber) Devonian fishes and plants of Miguasha, Quebec, Canada, München, F. Pfeil 1996
- Schultze und andere: Type and figured specimens of fossil vertebrates in the collection of the University of Kansas Museum of Natural History, 4 Bände, University of Kansas 1982–1987